# U Fleků

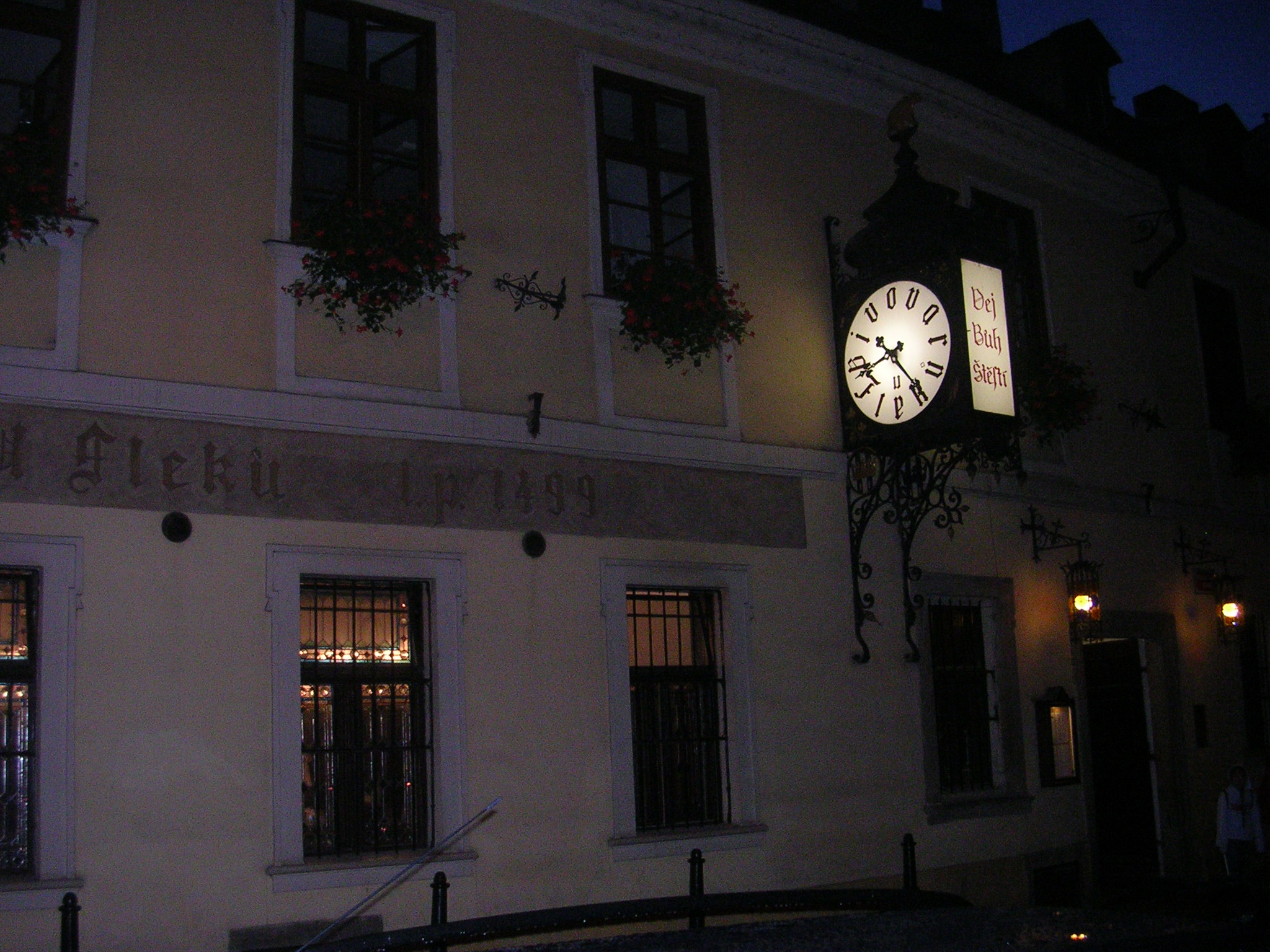
Facciata della birreria con l'orologio.

U Fleků è un pub e piccolo birrificio di Praga, nella Repubblica Ceca.

## Struttura
U Fleků occupa gli edifici attorno ad un cortile centrale in via Křemencova 11, nella Città Vecchia (in ceco Staré Město), non lontano dal Teatro Nazionale. Sulla facciata dell'edificio, sopra la porta d'ingresso, c'è un antico orologio, divenuto il simbolo della birreria.

## Storia
Originariamente a gestione familiare, il pub fu fondato nel 1499. È sempre stato considerato il più antico birrificio di Praga e per questo è piuttosto famoso tra i turisti. Dopo la Seconda guerra mondiale fu nazionalizzato, e il controllo fu trasferito ad un consiglio gestionale, designato dallo Stato. In seguito alla Rivoluzione di velluto, fu nuovamente privatizzato.

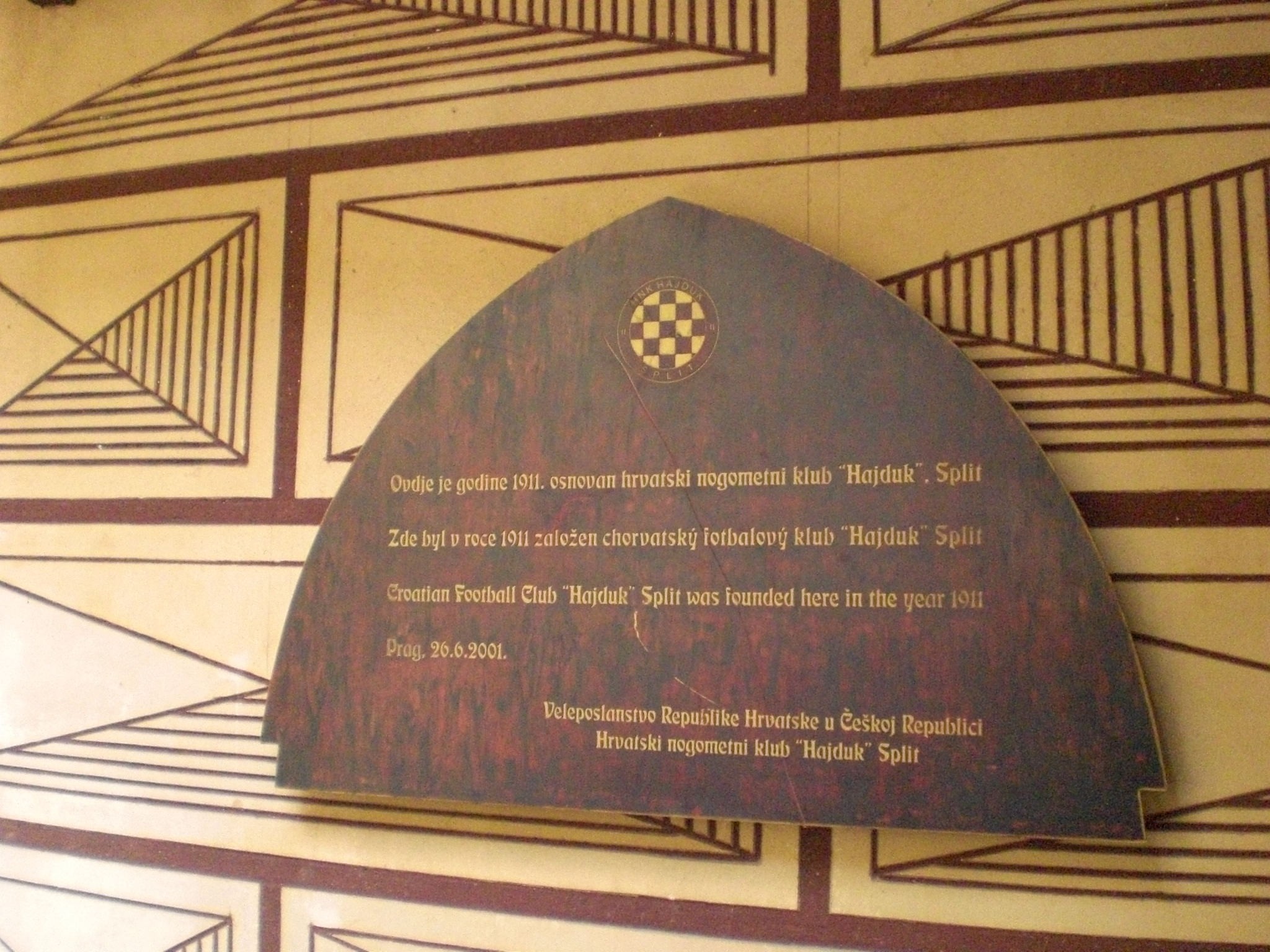
Immagine commemorativa della fondazione del Hajduk Spalato

## Il pub oggi
I clienti si possono sedere nel "biergarten" all'aperto o all'interno del pub. Ci sono 8 stanze tra cui scegliere, la più famosa delle quali vanta un dipinto originale chiamato Akademie (l'Accademia).
La maggior parte delle sale sono aperte solo per gruppi numerosi (in totale trovano posto 1200 persone). I clienti si siedono, e spesso condividono, lunghi tavoli di legno e panche. Spesso degli artisti di strada, suonatori di fisarmonica o di tuba, provvedono al divertimento, e i clienti cantano insieme a loro.
Alcune sere ci sono anche spettacoli di cabaret e danze tipiche.
I muri sono decorati da grandi pannelli di legno scuro coperti da figure e decorazioni. Ad esempio, su una parete c'è un'immagine commemorativa della fondazione del F.C. Hajduk, una delle squadre di calcio croato più conosciute.

## Birrificio

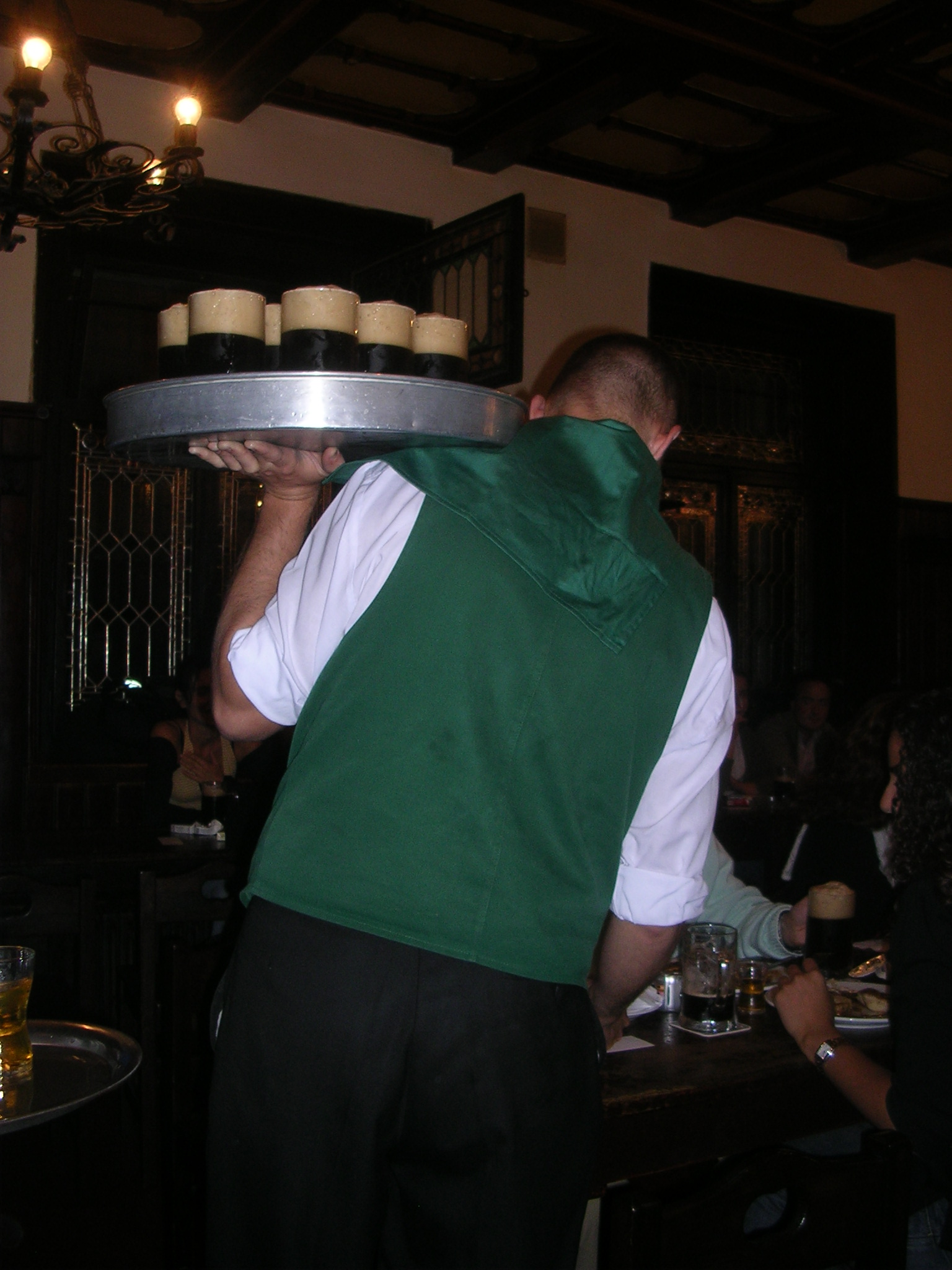
Alcune pinte della birra scura prodotta nel birrificio.

Il pub vende un solo tipo di birra, una lager scura con una gradazione alcolica del 5% vol, prodotta a 13 Gradi Plato. La birra, chiamata Flekovsky Tmavy Lezák 13°, è prodotta nello stesso edificio e non è disponibile da nessun'altra parte al mondo. Viene normalmente servita ai tavoli con cibi tipici cechi. La birra viene servita in boccali da 40cl diversamente dallo standard di 50cl di quasi tutti gli altri pub cechi.

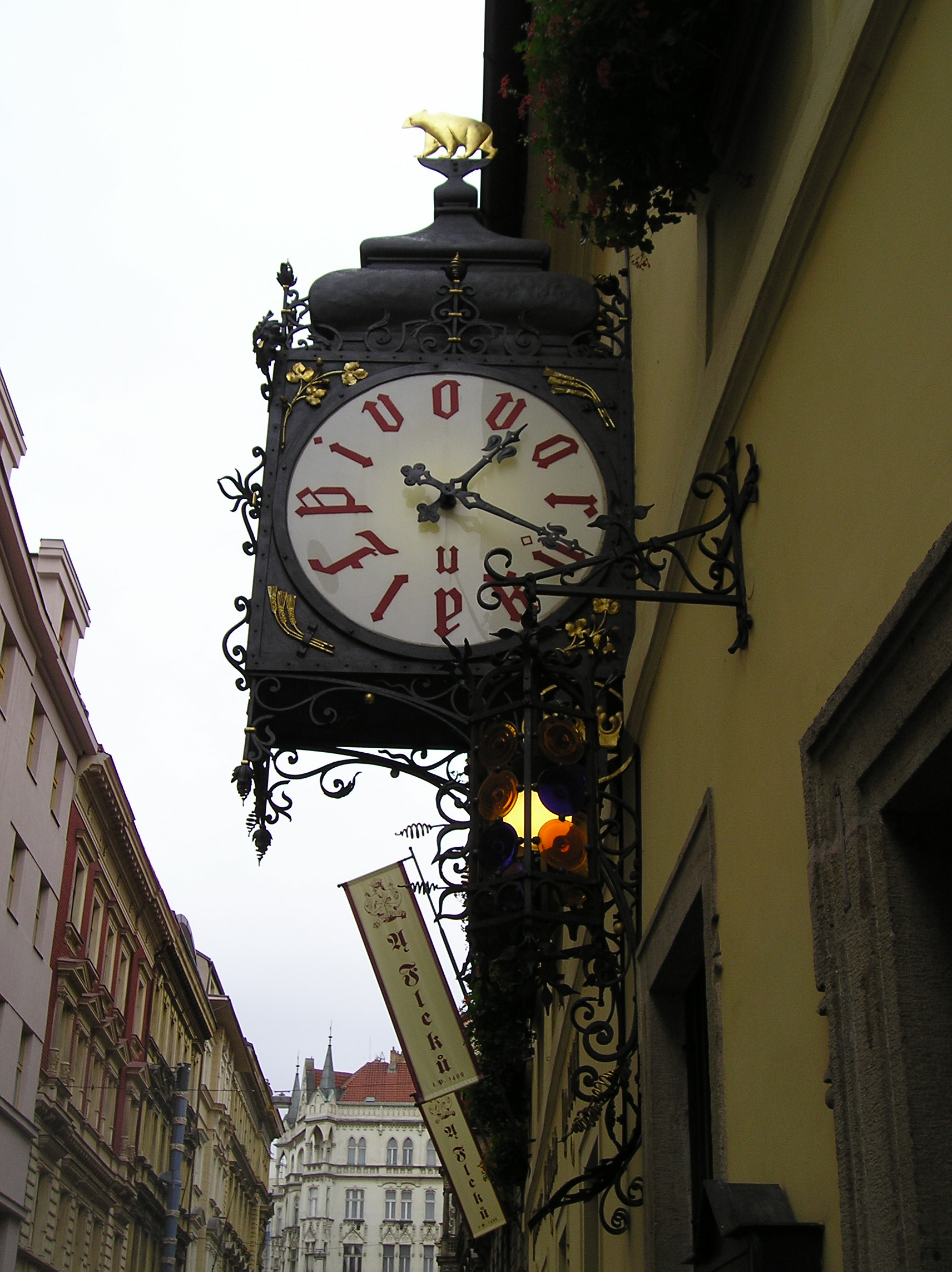
L'orologio che dà il nome al locale

## Museo
All'interno del birrificio, nell'antica distilleria di malto, è stato allestito un museo nel quale sono spiegati i processi produttivi della birra attraverso i secoli e sono esposti macchinari originali. L'ingresso comprende la visita del birrificio con un breve filmato introduttivo, l'assaggio della birra ed un souvenir. Alla fine è anche presente un negozietto dove è possibile comprare una moltitudine di souvenir tra cui i tipici boccali da birra in vetro o in ceramica, con lo stemma dell'orologio.